# Găiseanca
Găiseanca – wieś w Rumunii, w okręgu Giurgiu, w gminie Crevedia Mare. W 2011 roku liczyła 521 mieszkańców.